# 镰药藤
镰药藤（学名：Tylophora yunnanense）为夹竹桃科娃儿藤属的植物。其种加词“yunnanense”意为“云南的”。分布在尼泊尔以及中国大陆的云南等地，生长于海拔1,350米的地区，多生长在山地林中，目前尚未由人工引种栽培。